# Центральный университет Лас-Вильяс
Центральный университет Лас-Вильяс (исп. Universidad Central "Marta Abreu" de Las Villas) — один из ведущих вузов Кубы. Расположен в северо-восточной части города Санта-Клара, в провинции Вилья-Клара в центральной части острова Куба.

## История
Образовательное учреждение было создано в 1948 году. После завершения строительства, осенью 1952 года был произведён первый набор студентов. Первыми факультетами стали гуманитарный факультет и факультет сельскохозяйственных наук, начавшие работу в 1952 году. В 1955 году был создан математический факультет.
После победы Кубинской революции в январе 1959 года началось научное сотрудничество с СССР и другими социалистическими странами. 1961 год был объявлен «годом образования», финансирование образования и науки было увеличено, началось создание новых центров высшего образования.
В связи с необходимостью увеличить масштабы подготовки специалистов по техническим специальностям, в 1962 году здесь была создана школа по подготовке инженеров и механиков (в 1976 году преобразованная в технологический факультет).
В 1977 году в университете насчитывалось 400 преподавателей и 8,2 тыс. студентов.
В 1979 году в составе университета действовали библиотека, пять факультетов (технологический; сельского хозяйства и ветеринарии; научный; гуманитарный; медицинский), два научно-исследовательских центра (центр сельскохозяйственных исследований и центр экономики) и 13 школ.
Политическое переориентирование социалистических стран Восточной Европы в 1989—1990 гг., объединение Германии в октябре 1990 года, распад СССР в 1991 году и начало гражданской войны в Югославии привели к разрыву научного сотрудничества с этими странами и осложнили положение Кубы. Для продолжения самостоятельных исследований в области растениеводства в ноябре 1992 года при университете Лас-Вильяс был создан Институт биотехнологий растений (Instituto de Biotecnología de las Plantas).

## Современное состояние
В составе университета действует 12 факультетов и пять научно-исследовательских центров.
Университет издает бюллетень «Boletin Informativo», а также научные журналы «Islas» (с 1958 года, выходит 4 раза в год), «Biotecnología Vegetal» (с 1999 года) и «Revista Varela» (с 2001 года).
Библиотека университета входит в число крупнейших научных библиотек в стране.